# Phyllonorycter styracis
Phyllonorycter styracis là một loài bướm đêm thuộc họ Gracillariidae. Nó được tìm thấy ở Nhật Bản (Kyūshū).
Sải cánh dài 7–8 mm.
Ấu trùng ăn Styrax japonicus. Chúng ăn lá nơi chúng làm tổ.